# 小行星6931
小行星6931（英語：6931 Kenzaburo）是一颗围绕太阳公转的小行星。1994年11月4日，圓舘金、渡邊和郎在北见发现了此天体。
这颗小行星的绝对星等为326.8952442538681等。